# Andrés Carretero Pérez
Andrés Carretero Pérez (Madrid, 1955) es Doctor en Geografía e Historia y miembro del Cuerpo Facultativo de Conservadores de Museos. Desde 2010 hasta 2022 ha sido director del Museo Arqueológico Nacional. 

## Carrera
Carretero Pérez ha sido director o subdirector de numerosos museos en España, comenzando por la Subdirección del Museo del Pueblo Español que mantuvo desde 1984 a 2001. De 1991 a 1994 asumió la Dirección de los Museos Estatales del Ministerio de Cultura; poco después sería Subdirector del Museo Nacional de Antropología entre 1994 y 2002, y dos años después fue nombrado director del Museo del Traje, cargo en el que permanecería entre 2004 y 2008.
En el año 2010 asumió la dirección del Museo Arqueológico Nacional. El MAN había empezado en 2008 una obra de reforma, por lo que en 2011 hubo que cerrar el museo, dándose la obra por acabada al año siguiente. En paralelo, se realizó el proyecto museográfico de montaje de la exposición, que finalizó en diciembre de 2013.Se jubiló en 2022.
Andrés Carretero Pérez ha sido también profesor universitario (1987-2001), impartiendo la asignatura de Etnología en la Facultad de Geografía e Historia de la Universidad Complutense; y Museología en la Escuela de Biblioteconomía y Documentación y en la Facultad de Ciencias de la Información.

## Obra

### Libros
- Alfarería popular de Tajueco con Matilde Fernández Montes y María Dolores Albertos Solera. Ministerio de Cultura, 1981. ISBN 84-7483-184-9
- Estudio etnográfico de la alfarería conquense con María Dolores Albertos Solera, Matilde Fernández Montes y Aurelio Lorente. Cuenca: Excelentísima Diputación Provincial, D.L. 1978. ISBN 84-500-2916-3

### Artículos
- Renovarse y mantener las esencias: el nuevo Museo Arqueológico Nacional con Carmen Marcos Alonso. Boletín del Museo Arqueológico Nacional, ISSN 0212-5544, N.º 32, 2014
- El nuevo Museo Arqueológico Nacional, a la búsqueda de nuevos públicos. Museos.es: Revista de la Subdirección General de Museos Estatales, ISSN 1698-1065, N.º 9-10, 2013-2014
- El Museo del Traje: breve presentación. Indumenta: Revista del Museo del Traje, ISSN 1888-4555, N.º 0, 2007
- El Museo del Traje: Centro de Investigación del Patrimonio Etnológico. RdM. Revista de Museología: Publicación científica al servicio de la comunidad museológica, ISSN 1134-0576, N.º 29, 2004
- Colecciones a raudales. Anales del Museo Nacional de Antropología, ISSN 1135-1853, N.º 9, 2002
- Domus y la gestión de las colecciones museísticas. Marq, arqueología y museos, ISSN 1885-3145, N.º 0, 2005 (Ejemplar dedicado a: Museos, arqueología y nuevas tecnologías)
- Anales del Museo del Pueblo Español y Anales del Museo Nacional de Antropología. Aproximación bibliométrica. Revista de dialectología y tradiciones populares, ISSN 0034-7981, Tomo 57, Cuaderno 1, 2002
- El Proyecto de Normalización: Documental de Museos: reflexiones y perspectivas. PH: Boletín del Instituto Andaluz del Patrimonio Histórico, ISSN 1136-1867, Año n.º 9, Nº 34, 2001
- La Museología, ¿una práctica o una disciplina científica?. Museo: Revista de la Asociación Profesional de Museólogos de España, ISSN 1136-601X, Nº 1, 1996 (Ejemplar dedicado a: Formación y selección de profesionales de museos)
- Técnicas alfareras andaluzas con Matilde Fernández Montes y Carmen Ortiz García. Revista de dialectología y tradiciones populares, ISSN 0034-7981, Cuaderno 42, 1987